# Trebeta
Trebeta je bil po Gesta Treverorum (Dejanja Treverov) legendarni ustanovitelj Trierja. 
Po legendi, zapisani v 12. stoletju v Gesti Treverorum, je mesto ustanovil nedokazan mitološki princ Asirije po imenu Trebeta, s čimer je ustanovitev Trierja postala neodvisna od Rimskega cesarstva, mesto samo pa nekaj stoletij starejše od Rima. 
Trebetova starša naj bi bila Ninos, legendarni asirski kralj, ki so si ga izmislili stari Grki, prvi ga omenja Ktezij, in neznana mati, ki je bila Ninova žena pred Semiramido. Semiramida je po Ninosovi smrti prevzela oblast v kraljestvu in Trebeta je bil prisiljen oditi v izgnanstvo na potepanje po Evropi, preden se je naselil v Trierju. Njegovo truplo naj bi bilo kremirano na Petrisbergu. V asirskih zapisih tistega časa ni nobenega zgodovinskega dokaza, da so Asirci ali kakšen asirski princ z imenom Trebeta z Bližnjega vzhoda odšli v Evropo.
Nemški zgodovinar Johannes Aventinus (1477–1534) je oporekal, da je bil Trebeta, ki ga je imenoval Trever ali Treiber, Ninosov sin. Trdil je, da je bil v resnici sin Ninosovega sodobnika Mana, ki naj bi bil drugi germanski kralj. Aventinus je Treverju pripisal tudi zasluge za gradnjo naselbin v Metzu, Mainzu, Baslu, Strasbourgu, Speyerju in Wormsu. 

## Vira
- Ilse Haari-Oberg (1994) Die Wirkungsgeschichte der Trierer Gründungssage vom 10. bis 15. Jahrhundert  (Zgodovina ustanovitve Trierja od 10. do 15. stoletja)
- Wolfgang Binsfeld (1984) Die Gründungslegende. (Ustanovitvena legenda) v: Trier - Augustusstadt der Treverer., Mainz, ISBN 3-8053-0792-6